# Oderlagunen

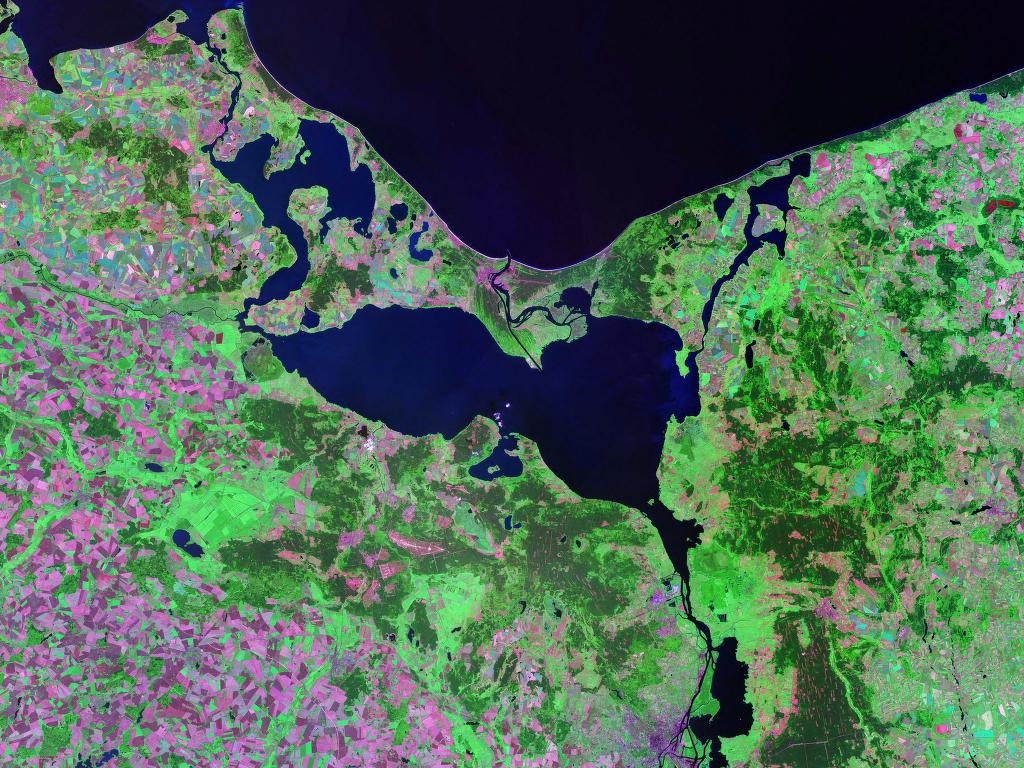
Satellitbild från Landsat.

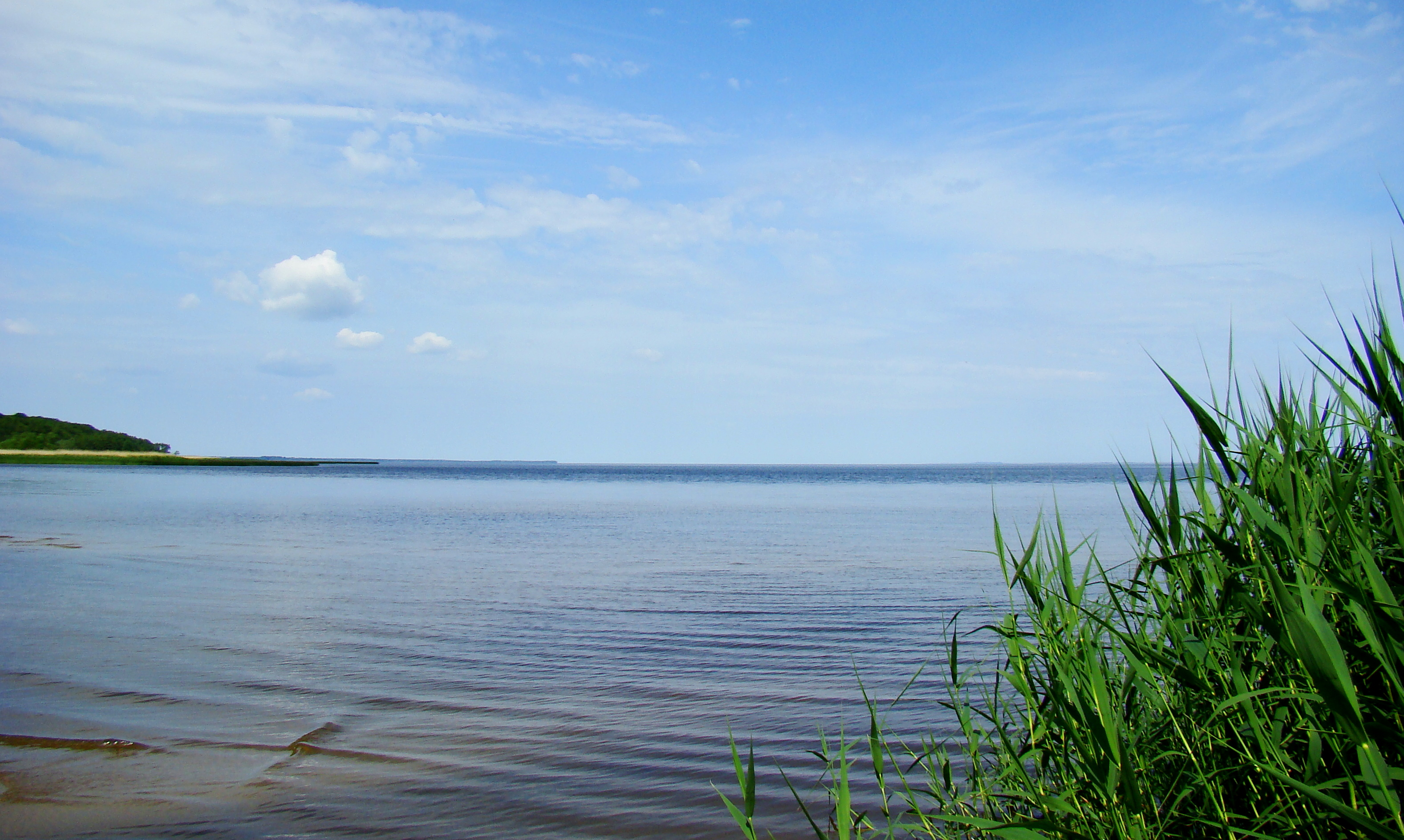

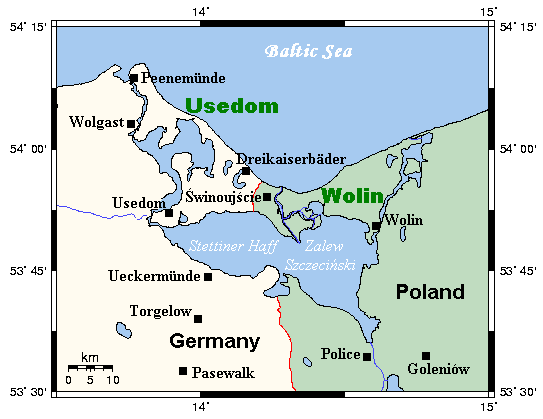
Karta över Stettiner Haff med omgivning.

Oderlagunen, Stettiner Haff eller Pommersches Haff (tyska Oderhaff; polska Zalew Szczeciński) är en haff på gränsen mellan Tyskland och Polen, nära den sydvästra delen av Östersjön. Den ligger vid mynningen av floden Oder, norr om staden Szczecin. 
Oderlagunen omfattar omkring 635 kvadratkilometer och medeldjupet är 4 meter. I östra delen, som kallas Grosses Haff, mynnar Oder. Denna del förenas med Pommernbukten genom Dziwna och Świna. Västra delen har genom Peene förbindelse med havet.
Mellan Oderlagunen och Pommernbukten i Östersjön ligger öarna Usedom/Uznam och Wolin, och tre sund sammanbinder lagunen med resten av havet: Peenestrom, Świna och Dziwna. Den har en area av 687 kvadratkilometer och ett genomsnittligt djup av 4 meter. Det största djupet är bara 6 meter. 
År 1880 öppnades kanalen Kaiserfahrt på Usedom, och en vattenled med ett djup av 10 meter band samman lagunen med Östersjön, så att större skepp kunde komma in i lagunen och hamnen i Stettin. 
Kanalen är ungefär 12 kilometer lång och 10 meter djup och grävdes av det tyska kejsardömet mellan 1874 och 1880 under kejsar Vilhelm I:s regeringstid. Efter 1945 uppkallade Polen kanalen efter Piast-dynastin.

## Turistområde
I dag är det många passagerarbåtar på lagunen, och man kan bedriva många typer av vattensport vid många av stränderna i området. I området finns det också vingårdar, en smalspårig järnväg, ett museum och ett slott. 

## Föroreningar
Oderlagunen tillförs stora mängder föroreningar via floden Oder och övergödning är en av konsekvenserna. Stora koncentrationer av aluminium och järnsediment har påträffats i floden, vilket leder till stark algväxt i lagunen. Näringsämnena i lagunen varierer mycket över året och har minskat de senaste åren.